# Daniel Edward Howard
Daniel Edward Howard, né le 4 août 1861 à Buchanan et mort le 9 juillet 1935 à Monrovia, est le seizième président du Liberia entre 1912 et 1920.